# Andreea Mitu
Andreea Mitu, Cristina-Andreea Mitu (ur. 22 września 1991 w Bukareszcie) – rumuńska tenisistka.

## Kariera tenisowa
W zawodowych rozgrywkach zadebiutowała w maju 2006 roku, na turnieju rangi ITF, w Bukareszcie. Wygrała tam kwalifikacje i w turnieju głównym dotarła do ćwierćfinału. Pierwszy sukces odniosła rok później, na turnieju w Gałaczu, na którym w finale gry pojedynczej pokonała Włoszkę, Cristinę Celani. W sumie wygrała dwadzieścia turniejów singlowych i dwadzieścia pięć deblowych rangi ITF.
W lipcu 2008 roku zagrała po raz pierwszy w kwalifikacjach do turnieju WTA w Palermo, ale odpadła w pierwszej rundzie. W 2012 roku wzięła udział w kwalifikacjach do wielkoszlemowego US Open, w których dotarła do drugiej rundy, pokonując w pierwszej doświadczoną Włoszkę, Marię Elenę Camerin.
We wrześniu 2012 roku osiągnęła drugą setkę rankingu WTA, plasując się na miejscu 199.
W sezonie 2015 zanotowała pierwszy finał cyklu WTA Tour w grze podwójnej. Razem z Patricią Marią Țig przegrały w meczu mistrzowskim zawodów w Bukareszcie 2:6, 2:6 z Oksaną Kalasznikową i Demi Schuurs. Rok później zagrała na tym etapie rozgrywek po raz drugi, w Stambule, tym razem jednak wygrała.

## Finały turniejów WTA
| Legenda                     | Legenda |
| --------------------------- | ------- |
| Wielki Szlem                |         |
| Igrzyska olimpijskie        |         |
| WTA Tour Championships      |         |
| 2009 – 2020                 |         |
| WTA Premier Mandatory       |         |
| WTA Premier 5               |         |
| WTA Premier                 |         |
| WTA International Series    |         |
| WTA 125K series (2012–2020) |         |

### Gra podwójna 6 (5–1)
| Końcowy wynik | Nr | Data             | Turniej   | Nawierzchnia | Partnerka          | Przeciwniczki                              | Wynik finału   |
| ------------- | -- | ---------------- | --------- | ------------ | ------------------ | ------------------------------------------ | -------------- |
| Finalistka    | 1. | 19 lipca 2015    | Bukareszt | Ceglana      | Patricia Maria Țig | Oksana Kalasznikowa Demi Schuurs           | 2:6, 2:6       |
| Zwyciężczyni  | 1. | 24 kwietnia 2016 | Stambuł   | Ceglana      | İpek Soylu         | Xenia Knoll Danka Kovinić                  | walkower       |
| Zwyciężczyni  | 2. | 24 lipca 2016    | Båstad    | Ceglana      | Alicja Rosolska    | Lesley Kerkhove Lidzija Marozawa           | 6:3, 7:5       |
| Zwyciężczyni  | 3. | 22 lipca 2018    | Bukareszt | Ceglana      | Irina-Camelia Begu | Danka Kovinić Maryna Zanewśka              | 6:3, 6:4       |
| Zwyciężczyni  | 4. | 14 kwietnia 2019 | Lugano    | Ceglana      | Sorana Cîrstea     | Wieronika Kudiermietowa Galina Woskobojewa | 1:6, 6:2, 10–8 |
| Zwyciężczyni  | 5. | 6 września 2020  | Praga     | Ceglana      | Lidzija Marozawa   | Giulia Gatto-Monticone Nadia Podoroska     | 6:4, 6:4       |

## Wygrane turnieje rangi ITF
| turnieje z pulą nagród 100 000 $   |
| turnieje z pulą nagród 75/80 000 $ |
| turnieje z pulą nagród 50/60 000 $ |
| turnieje z pulą nagród 25 000 $    |
| turnieje z pulą nagród 15 000 $    |
| turnieje z pulą nagród 10 000 $    |

### Gra pojedyncza
|     | Data       | Turniej          | Kat. | ($)    | Naw.   | Finalistka                | Wynik            |
| 1.  | 20/05/2007 | Galati           | ITF  | 10 000 | ziemna | Cristina Celani           | 6:0, 7:5         |
| 2.  | 25/07/2010 | Bukareszt        | ITF  | 10 000 | ziemna | Elora Dabija              | 7:5, 7:5         |
| 3.  | 04/09/2011 | Mamaja           | ITF  | 25 000 | ziemna | Inés Ferrer Suárez        | 6:3, 6:0         |
| 4.  | 26/02/2012 | Antalya          | ITF  | 10 000 | ziemna | Mana Ayukawa              | 6:3, 6:0         |
| 5.  | 27/05/2012 | Timișoara        | ITF  | 10 000 | ziemna | Viktoria Malova           | 6:2, 6:0         |
| 6.  | 03/06/2012 | Preszów          | ITF  | 15 000 | ziemna | Martina Kubicikova        | 6:2, 6:3         |
| 7.  | 16/09/2012 | Sofia            | ITF  | 25 000 | ziemna | Sharon Fichman            | 6:4, 3:6, 6:3    |
| 8.  | 20/04/2014 | Pula             | ITF  | 10 000 | ziemna | Sara Sorribes Tormo       | 6:4, 6:3         |
| 9.  | 06/06/2014 | Denain           | ITF  | 25 000 | ziemna | Fiona Ferro               | 4:6, 6:2, 6:1    |
| 10. | 20/07/2014 | Darmstadt        | ITF  | 25 000 | ziemna | Viktorija Golubic         | 6:2, 6:1         |
| 11. | 31/08/2014 | Mamaja           | ITF  | 25 000 | ziemna | Tereza Martincová         | 6:2, 6:4         |
| 12. | 14/09/2014 | Sofia            | ITF  | 25 000 | ziemna | Wiktorija Kan             | 6:4, 4:6, 6:3    |
| 13. | 27/09/2014 | Podgorica        | ITF  | 25 000 | ziemna | Witalija Djaczenko        | 6:1, 6:4         |
| 14. | 01/03/2015 | Campinas         | ITF  | 25 000 | ziemna | Olivia Rogowska           | 6:3, 3:6, 6:2    |
| 15. | 13/11/2016 | Bratysława       | ITF  | 25 000 | twarda | Denisa Allertová          | 6:2, 6:3         |
| 16. | 12/03/2017 | Antalya          | ITF  | 15 000 | ziemna | Ayla Aksu                 | 6:2, 6:3         |
| 17. | 02/07/2018 | Fokszany         | ITF  | 15 000 | ziemna | Oana Georgeta Simion      | 6:4, 6:4         |
| 18. | 25/08/2019 | Wanfercée-Baulet | ITF  | 15 000 | ziemna | Sinja Kraus               | 6:4, 6:3         |
| 19. | 22/09/2019 | Arad             | ITF  | 25 000 | ziemna | Irene Burillo Escorihuela | 6:7(5), 6:4, 6:4 |
| 20. | 03/09/2023 | Praga            | ITF  | 60 000 | ziemna | Sára Bejlek               | 7:6(1), 2:6, 6:3 |